# Фіцнау
Фіцнау (нім. Vitznau) — громада  в Швейцарії в кантоні Люцерн, виборчий округ Люцерн-Ланд.

## Географія
Громада розташована на відстані близько 80 км на схід від Берна, 15 км на схід від Люцерна.
Фіцнау має площу 8,9 км², з яких на 7,5% дозволяється будівництво (житлове та будівництво доріг), 33,7% використовуються в сільськогосподарських цілях, 54,2% зайнято лісами, 4,6% не є продуктивними (річки, льодовики або гори).

## Демографія
2019 року в громаді мешкало 1402 особи (+12,3% порівняно з 2010 роком), іноземців було 27%. Густота населення становила 157 осіб/км².
За віковим діапазоном населення розподілялося таким чином: 15% — особи молодші 20 років, 61,7% — особи у віці 20—64 років, 23,3% — особи у віці 65 років та старші. Було 672 помешкань (у середньому 2,1 особи в помешканні).
Із загальної кількості 654 працюючих 56 було зайнятих в первинному секторі, 24 — в обробній промисловості, 574 — в галузі послуг.